# Munkfors IBK
Munkfors IBK är en innebandyklubb bildad 1991, hemmahörande i Munkfors, Sverige. Klubbens verksamhet omfattar dam-, herr- och juniorlag, med matcher spelade i Munkfors Arena. 

## Historia
Munkfors IBK bildades 1991 i Munkfors, Värmland och har sedan dess varit en aktiv klubb i regionens innebandyscen. Under klubbens historia har damlaget varit särskilt framgångsrikt och har spelat i den högsta serien i svensk innebandy, '''Elitserien''' (numera kallad Svenska Superligan), vilket är den högsta nivån för innebandy i Sverige.
Klubben har haft lag i olika divisioner, främst inom Division 1 och Division 2, och har deltagit i seriespel under både Värmlands och Västmanlands Innebandyförbunds regionala serier.
Herrlaget har haft en mer ojämn placering i seriesystemet och har under de senaste säsongerna spelat i Division 3 till Division 5 under Värmlands Innebandyförbunds regi. Herrlaget spelade sin sista säsong 2023/2024 i Herrar Division 3 innan verksamheten lades ner. 

## Juniorverksamhet
Munkfors IBK har en aktiv juniorverksamhet med flera lag som tävlar i regionala juniorserier. Klubben har som mål att utveckla unga spelare och ge dem möjlighet att växa inom innebandyn, vilket är en viktig del av klubbens långsiktiga strategi. 

## Hemmaplan
Klubbens hemmamatcher spelas i Munkfors Arena, en modern och väldigt ny sportanläggning i Munkfors som erbjuder goda faciliteter för spelare och åskådare. Arenan är även värd för olika innebandyevenemang och turneringar i regionen, vilket bidrar till att främja sporten i Munkfors med omnejd.